# Karl Hubbuch
Karl Hubbuch (* 21. November 1891 in Karlsruhe; † 26. Dezember 1979 ebenda) war ein deutscher Maler der veristischen Stilrichtung innerhalb der Neuen Sachlichkeit,  Lithograf und Kunstprofessor.

## Leben
Karl Hubbuch war Sohn eines Karlsruher Telegraphenbeamten. Er besuchte zwischen 1908 und 1912 die Staatliche Akademie der Bildenden Künste Karlsruhe, wo er Freundschaft mit Rudolf Schlichter und Georg Scholz schloss. Er studierte danach an der Schule des Museums der angewandten Künste in Berlin unter Emil Orlik, zur gleichen Zeit als George Grosz dort ein Kursteilnehmer war.
Er ging 1914 freiwillig zum Militär und diente im Ersten Weltkrieg als Artillerist des Deutschen Heers bis 1918. 1920 bis 1922 war er Meisterschüler bei Walter Conz und Ernst Würtenberger in Karlsruhe. 1922 studierte er wieder bei Orlik, dieses Mal an der preußischen Akademie der feinen Künste in Berlin. 1924 fing Hubbuch an, Lithographie an der Akademie in Karlsruhe zu unterrichten, die ihn 1928 zum ordentlichen Professor ernannte. Er unternahm zu dieser Zeit alljährlich Studienreisen nach Frankreich. Während der 1920er- und frühen 1930er-Jahre waren seine Arbeiten in zahlreichen Ausstellungen zu sehen, unter ihnen 1925 „Neue Sachlichkeit“ in Mannheim und eine Gemeinschaftsausstellung mit Otto Dix und George Grosz in der Galerie Neumann-Nierendorf in Berlin. Zusammen mit seinen Künstlerkollegen Hermann Brand, Erwin Spuler und Anton Weber gab er 1930 in Karlsruhe die kritische Künstlerzeitschrift Zakpo heraus, von der allerdings nur zwei Ausgaben erschienen. 
1933 wurde Hubbuch wie sein Professorenkollege Wilhelm Schnarrenberger von der Karlsruher Kunstakademie entlassen. Im Rahmen der Aktion „Entartete Kunst“ wurden 1937 neun seiner Bilder aus den Städtischen Sammlungen Freiburg im Breisgau, der Staatlichen Kunsthalle Karlsruhe und der Städtische Kunsthalle Mannheim beschlagnahmt. Zudem wurde ihm verboten, weiterhin als Künstler tätig zu sein. Von September bis Dezember 1939 und von 1941 bis 1945 arbeitete er als keramischer Maler in der Staatlichen Majolika Manufaktur Karlsruhe und dazwischen für ein Jahr als Uhrenmaler. 
Nach dem Ende des NS-Staats wurde seine Ernennung als Professor an der Akademie in Karlsruhe erneuert, an der er von 1947 bis 1957 wirkte. Zudem konnte er erneut ausstellen, zum Beispiel in der Großen Kollektivausstellung im Badischen Kunstverein in Karlsruhe. Auch in den 1960er- und 1970er-Jahren war er an zahlreichen Ausstellungen beteiligt. 1967 hatte er eine Ausstellung im Kunstverein Ingolstadt. 1965 war er Ehrengast der Villa Massimo in Rom. In der DDR war Hubbuch 1953 auf der Dritten Deutschen Kunstausstellung  in Dresden und 1976 in Karl-Marx-Stadt, Weimar und Berlin auf der Ausstellung Progressive Kunst – Künstler aus der BRD stellen aus (u. a. mit dem Holzschnitt Ellen, 1953) vertreten, und 1964 richtete ihm die Deutsche Akademie der Künste in Ost-Berlin eine Ausstellung mit Handzeichnungen und Druckgrafik aus.
Reisen führten ihn auch nach Holland und Italien. 
1970 erblindete Hubbuch nahezu und fertigte bis zu seinem Tod keine weiteren Werke mehr an.

## Künstlerisches Werk
Die von Harald Olbrich 1990 herausgegebene „Geschichte der Deutschen Kunst“  rechnet Hubbuch zu den führenden Repräsentanten eines Realismus, der um 1923/24 seinen Höhepunkt erreichte und sich dem Verismus innerhalb der „Neuen Sachlichkeit“ zuordnet. Bereits in den Jahren 1912–1914 protokollierte der Maler kritisch das architektonische Arsenal und Milieu Berlins jener Zeit. Zeichnungen wie „Admiralspalast“ oder „Das Leihhaus in der Jägerstraße“ vermitteln in ungewöhnlichen Bildausschnitten die typischen Seiten großstädtischer Realitäten zwischen Elend und Prunk. Hier antizipierte Hubbuch bereits eine veristische Sicht auf die Wirklichkeit, zu der andere Künstler (Rudolf Schlichter, George Grosz et al.) erst in den frühen 1920er-Jahren über dadaistische Experimente gelangten.
Die neorealistische Kunst Hubbuchs, die mit sparsamsten graphischen Mitteln gesellschaftskritische Arbeiten schuf, zeigt sich in einer durchaus phantasievollen Variante, die sich weniger aggressiv als bei Otto Dix und Grosz ausnimmt und einen intellektuellen Aspekt betont. In seinem graphischen Schaffen der 1920er-Jahre werden Bezüge zur Kunst Max Beckmanns sichtbar. Dies belegen seine Serie „Berlin-Radierungen“ von 1922, in der er die Lebenswirklichkeit der expandierenden Metropole Berlin zeichnerisch erkundete und Szenarien wie „Jannowitzbrücke“ und „Ecke Leipziger- und Friedrichstraße“ entstehen ließ. Leitbilder seines Schaffens jener Zeit waren die künstlerische Darstellung der Welt der Mietskasernen, Fassaden, Viadukte, Rummelplätze, aber auch der großen Theaterinszenierungen Max Reinhardts.
Inspiriert auch von Film und Fotomontage entwickelt Hubbuch eine „suggestive Darstellungsform, die Geschehnisfragmente und bildnerische Metaphern simultan in ein verschachteltes System von Assoziationen vereinigt.“ In satirischen Darstellungen, wie „Den frommen Bauern, Pfaffen und Gendarmen“ (Zeichnung, 1923) analysiert er mit eisiger Härte die politische Realität Berlins zu Zeiten der frühen Weimarer Republik und entlarvt Spießertum und Philisterrhetorik nicht nur in der Bezeichnung seiner Werke. Hubbuchs bisweilen grotesker Humor, mit dem er der Gesellschaft der damaligen Gegenwart den Spiegel vorhält, kommt auch in Gemälden zum Ausdruck, die keinen Bezug zu Berlin haben, wie „Der heilige Rock von Trier“ (1928). Aus seinen damaligen Bildnissen der Arbeitslosen, der gesellschaftlichen Außenseiter, der Frauen und Mädchen spricht die tiefe mitmenschliche Sympathie mit den Erniedrigten. In seiner Porträt- und Aktmalerei arbeitet Hubbuch mit der ungewöhnlichen Form der Verdoppelung oder Verdreifachung der gleichen Person in Darstellungen wie „Zweimal Hilda“ (1931) oder „Die Drillinge“ (1927). Sie zeigen selbstbewusste, vielschichtige Frauenpersönlichkeiten.
Hubbuchs Arbeiten zeigen bereits in den späten 1920er Jahren eine explizit-kritische Auseinandersetzung mit der stärker werdenden Bewegung des Nationalsozialismus, die er als Teil der alten Ordnung von Papst und Klerus, Generalstäblern und Militärs sowie einflussreichen Kreisen der Gesellschaft sah, die gegen die Interessen der Arbeiterschaft und der einfachen Leute gerichtet war.
Seine Darstellung „Aufmarsch II“ von 1926 verdeutlicht dies symbolisch. Durch mehrere Viadukte, auf denen Vertreter der verschiedenen Klassen und Gruppierungen entlangziehen, die das soziale Leben der Weimarer Republik prägten: Oben, hinter Papst und Klerus, die Bourgeoisie, unten, auf der Straßenebene, die demonstrierende Arbeiterschaft. Beide Ebenen verbindet ein Viadukt, das hinter der Häuserzeile der Straße aufsteigt, unter der Ebene der herrschenden Klasse abknickt und zum Betrachter hin wieder auf die Straße herabführt. Auf ihm marschieren die Nazis unter Führung alter Generalstäbler und wilhelminischer Militärs. Sie erscheinen als Abgesandte des Kapitals und gegen die Arbeiterbewegung gerichtet. Zugleich weist die Wegführung des Viadukts auf seine Herkunft aus Armenvierteln hin. Hubbuch veranschaulicht so die politische Funktion des aufziehenden Faschismus. In seinem Bild „München“ (1925–34) erscheinen Stadt und Bevölkerung durchsetzt von der allgegenwärtigen nationalsozialistischen Bewegung. Die beklemmende räumliche und geistige Enge eines proletarisch-kleinbürgerlichen Milieus zeigt sein Werk „Hakenkreuzfahne im Hinterhof“, das um 1930 entstand.
In den frühen 1930er Jahren warnte Hubbuch in seiner „den Arbeitern und Künstlern Frankreichs“ gewidmeten Mappe „La France“ politisch weitsichtig vor einem neuen Krieg. 
Nach der Machtübernahme der Nazis verrät sein Selbstporträt aus dem Jahre 1935 den trotzigen Willen Hubbuchs zur Selbstbehauptung. Mit aggressivem Pathos wird die erfahrene Isolierung durch die Kulturpolitik der neuen Machthaber ins Bild gesetzt.
Eine wissenschaftliche Auseinandersetzung mit dem Gesamtwerk begann erst nach dem Tode Hubbuchs. Im Museum Schloss Gochsheim in Kraichtal bei Karlsruhe befindet sich die wohl größte Sammlung seiner Arbeiten. In Freiburg im Breisgau befasst sich die „Karl Hubbuch Stiftung“ mit seinem Lebenswerk.
Die Professor-Hubbuch-Straße in Kraichtal und, seit 2018, der Karl-Hubbuch-Weg im Karlsruher Stadtteil Neureut sind nach ihm benannt.

## Preise
- 1961: Hans-Thoma-Preis

## Werke

### 1937 als „entartet“ beschlagnahmte Werke
- Zigeunerlager (Radierung, 23,2 × 28,9 cm, 1921; WV Riester 21; zerstört)[7]
- Die Tragödie, eine schöne Frau zu haben (Radierung, 24,8 × 32,7 cm, 1921; WV Riester 30; Verbleib ungeklärt)[8]
- Sehnsucht und Alltag (Druckgrafik; zerstört)
- Weinheim an der Bergstraße (Druckgrafik, zerstört)
- Schmerz der Vorstadt (Druckgrafik; zerstört)
- Beschwipstes Mädchen (Tusche-Zeichnung; zerstört)
- Frei Bahn (Zeichnung; zerstört)
- Freiburger Münster (Zeichnung; zerstört)
- Bürger von Calais (Zeichnung; zerstört)

### Weitere Werke (Auswahl)
- Zwie-Sprache – Frau mit Katze (Privatbesitz), Öl auf Hartfaser, 136 × 80,5 cm
- Zweimal Hilde (Privatbesitz, ausgestellt in der Sammlung Thyssen-Bornemisza, Madrid), Öl auf Leinwand über Holz, 150 × 77 cm
- Die Schwimmerin von Köln (Mannheim, Städtische Kunsthalle), 1923, aquarellierte Zeichnung, 66,3 × 48 cm
- Frau auf der Treppe (Privatbesitz), 1923, aquarellierte Zeichnung, 52 × 42,5 cm
- Die Schulstube (Privatbesitz), 1925, Öl auf Hartfaserplatte, 75 × 63 cm
- Die Bardame Erna (Fischer Kunsthandel), 1930, Öl auf Leinwand, 96,2 × 66 cm
- Der Veilchenverkäufer (Privatbesitz), 1930/32, Öl auf Leinwand, 44 × 48 cm
- Der heilige Rock von Trier (Stuttgart, Staatsgalerie), Öl auf Sperrholz (Inv. Nr. 3826)
- Meersburg um 1935.  In: Kunstsammlung des Zeppelin Museum Friedrichshafen. (Meersburger Hafen mit einfacher Mole in Quadersteinen).
- Marianne vor dem Spiegel (Frankfurt am Main, Städel Museum), 1932/33, Öl auf Leinwand, 100 × 100 cm[9]